# Le meravigliose avventure di Simbad
Le meravigliose avventure di Simbad (アラビアンナイト・シンドバッドの冒険?, Arabian naito: Shindobaddo no bōken, lett. "Mille e una notte: Le avventure di Sindbad") è un film del 1962 diretto da Taiji Yabushita e Yoshio Kuroda.
È il quinto film anime prodotto dalla Toei Dōga, ed è basato sulla storia di Sindbad il marinaio inclusa nel libro Le mille e una notte.

## Trama
Un giovane marinaio di nome Simbad e il suo aiutante Alì trovano la mappa di un tesoro favoloso e si nascondono a bordo di una nave nel tentativo di raggiungere il luogo in cui è sepolto. Dopo essere riusciti a convincere il capitano della nave a cambiare rotta e aiutarli a trovare il tesoro, si incamminano in un lungo e pericoloso viaggio che li vede affrontare molti ostacoli lungo la strada.

## Distribuzione
Uscì in Giappone il 21 luglio 1962, mentre in Italia venne distribuito al cinema nel 1964. Nel 1984 è stato distribuito in VHS dalla ITB con un nuovo doppiaggio e con il titolo Simbad il marinaio. Il DVD edito da Dynit contiene entrambi i doppiaggi italiani.